# Championnat du monde junior de hockey sur glace 1985
Navigation
Suède 1984 Canada 1986
La neuvième édition du championnat du monde junior de hockey sur glace a eu lieu entre le 23 décembre 1984 et le 1er janvier 1985 en Finlande pour le groupe A, entre le 15 et le 21 mars pour le groupe B au Japon et enfin du 22 au 27 février en Belgique pour le groupe C.

## Déroulement de la compétition
21 nations sont inscrites à cette nouvelle édition du championnat du monde junior. Afin de ne pas changer le mode de classement, les Pays-Bas sont invités à inscrire une seconde équipe dans le groupe C. Ainsi, les deux premiers groupes seront constitués de huit nations alors que le dernier groupe accueille six nations.

## Groupe A
Le groupe a joué ses matchs dans les villes finlandaises de Vantaa, Helsinki et Turku.

### Résultats
| Équipe             | Can. | Tch. | URSS. | Fin. | Suè. | U.S.A. | All. | Pol. |
| ------------------ | ---- | ---- | ----- | ---- | ---- | ------ | ---- | ---- |
| Canada             |      | 2–2  | 5–0   | 4–4  | 8–2  | 7–5    | 12–1 |      |
| Tchécoslovaquie    | 2–2  |      | 3–1   | 1–1  | 4–3  | 9–1    | 7–3  | 6–2  |
| URSS               | 0–5  | 1–3  |       | 6–5  | 5–1  | 4–2    | 12–1 | 10–0 |
| Finlande           | 4–4  | 1–1  | 5–6   |      | 5–3  | 7–4    | 9–0  | 11–2 |
| Suède              | 2–8  | 3–4  | 1–5   | 3–5  |      | 7–3    | 5–1  | 11–0 |
| États-Unis         | 5–7  | 1–9  | 2–4   | 4–7  | 3–7  |        | 2–1  | 6–2  |
| Allemagne fédérale | 0–6  | 3–7  | 1–12  | 0–9  | 1–5  | 1–2    |      | 3–3  |
| Pologne            | 1–12 | 2–6  | 0–10  | 2–11 | 0–11 | 2–6    | 3–3  |      |

### Classement final groupe A
|        | Équipe             | PJ | V | N | D | BP | BC |
| ------ | ------------------ | -- | - | - | - | -- | -- |
| Or     | Canada             | 7  | 5 | 2 | 0 | 44 | 14 |
| Argent | Tchécoslovaquie    | 7  | 5 | 2 | 0 | 38 | 17 |
| Bronze | URSS               | 7  | 5 | 0 | 2 | 38 | 17 |
| 4      | Finlande           | 7  | 3 | 2 | 2 | 42 | 20 |
| 5      | Suède              | 7  | 3 | 0 | 4 | 32 | 26 |
| 6      | États-Unis         | 7  | 2 | 0 | 5 | 23 | 37 |
| 7      | Allemagne fédérale | 7  | 0 | 1 | 6 | 9  | 44 |
| 8      | Pologne            | 7  | 0 | 1 | 6 | 10 | 59 |

## Groupe B
Sapporo, Japon

### Résultats
| Équipe   | Sui. | P.-Bas | Jap. | Aut. | Nor. | Ita. | Rou. | Fra. |
| -------- | ---- | ------ | ---- | ---- | ---- | ---- | ---- | ---- |
| Suisse   |      | 5–4    | 5–3  | 20–7 | 6–1  | 7–1  | 8–6  | 7–0  |
| Pays-Bas | 4–5  |        | 4–4  | 8–1  | 5–1  | 7–1  | 7–1  | 12–1 |
| Japon    | 3–5  | 4–4    |      | 10–3 | 3–1  | 5–2  | 3–5  | 6–3  |
| Autriche | 7–20 | 1–8    | 3–10 |      | 5–5  | 3–2  | 7–6  | 4–2  |
| Norvège  | 1–6  | 1–5    | 1–3  | 5–5  |      | 1–2  | 7–1  | 7–6  |
| Italie   | 1–7  | 1–7    | 2–5  | 2–3  | 2–1  |      | 5–3  | 1–2  |
| Roumanie | 6–8  | 1–7    | 5–3  | 6–7  | 1–7  | 5–3  |      | 5–5  |
| France   | 0–7  | 1–12   | 3–6  | 2–4  | 6–7  | 2–1  | 5–5  |      |

### Classement final groupe B
|   | Équipe   | PJ | V | N | D | BP | BC |
| - | -------- | -- | - | - | - | -- | -- |
| 1 | Suisse   | 7  | 7 | 0 | 0 | 58 | 22 |
| 2 | Pays-Bas | 7  | 5 | 1 | 1 | 47 | 14 |
| 3 | Japon    | 7  | 4 | 1 | 2 | 34 | 23 |
| 4 | Autriche | 7  | 3 | 1 | 3 | 30 | 53 |
| 5 | Norvège  | 7  | 2 | 1 | 4 | 23 | 28 |
| 6 | Roumanie | 7  | 2 | 1 | 4 | 27 | 42 |
| 7 | Italie   | 7  | 2 | 0 | 5 | 14 | 28 |
| 8 | France   | 7  | 1 | 1 | 5 | 19 | 42 |

## Groupe C
Les matchs du groupe C ont été joués à Bruxelles en Belgique.

### Résultats
| Équipe          | Bul. | Hon. | Bel. | P.-Bas | G.-B. | Esp. |
| --------------- | ---- | ---- | ---- | ------ | ----- | ---- |
| Bulgarie        |      | 3–2  | 11–9 | 5–1    | 4–1   | 5–4  |
| Hongrie         | 2–3  |      | 6–1  | 10–2   | 11–2  | 6–4  |
| Belgique        | 9–11 | 1–6  |      | 5–5    | 11–1  | 6–4  |
| Pays-Bas B      | 1–5  | 2–10 | 5–5  |        | 8–1   | 4–3  |
| Grande-Bretagne | 1–4  | 2–11 | 1–11 | 1–8    |       | 5–3  |
| Espagne         | 4–5  | 4–6  | 4–6  | 3–4    | 3–5   |      |

### Classement final groupe C
|   | Équipe          | PJ | V | N | D | BP | BC |
| - | --------------- | -- | - | - | - | -- | -- |
| 1 | Bulgarie        | 5  | 5 | 0 | 0 | 28 | 17 |
| 2 | Hongrie         | 5  | 4 | 0 | 1 | 35 | 12 |
| 3 | Belgique        | 5  | 2 | 1 | 2 | 32 | 27 |
| 4 | Pays-Bas B      | 5  | 2 | 1 | 2 | 20 | 24 |
| 5 | Grande-Bretagne | 5  | 1 | 0 | 4 | 10 | 37 |
| 6 | Espagne         | 5  | 0 | 0 | 5 | 18 | 26 |